# Asclepias constricta
Asclepias constricta är en oleanderväxtart som beskrevs av Marcus Eugene Jones. Asclepias constricta ingår i släktet sidenörter, och familjen oleanderväxter. Inga underarter finns listade i Catalogue of Life.